# Kalmykové
Kalmykové (kalmycky хальмг, хальмгуд, rusky калмыки, mongolsky халимаг) je západomongolský národ žijící převážně v Kalmycké republice, která je součástí Ruské federace. Jsou potomky mongolských kmenů, které migrovaly na přelomu 16. a 17. století ze střední Asie k dolní Volze a severnímu Kaspiku.
Celkově se počet Kalmyků odhaduje na 200 tisíc, z toho 174 tisíc žije v Rusku (sčítání 2002). Menší kalmycké komunity žijí i mimo Rusko v Kazachstánu, Kyrgyzstánu, Afghánistánu, USA, Francii a Česku. Náboženstvím jsou Kalmykové buddhisty školy Gelugpa a pravoslavnými. Hlavní etnická skupina Kalmyků se nazývá Torguti.

## Historie

### Raná historie
Po pádu mongolské dynastie v r. 1368 během zhruba čtyřsetletého boje o nadvládu ve vnitřním a vnějším Mongolsku zůstali Ojraté nepřáteli východních Mongolů (Chalchů), dynastie Ming a následné mandžuské dynastie. Původně si Ojraté říkali Dörben Oirat (čtyři Ojraté) podle čtyř hlavních kmenů – Chošúdů, Čorosů, Torgutů a Dörvötů, a považovali se za dědice Čingischána. Tento kmenový svaz k sobě přimkl i některé menší kmeny (např. Chojty), které kočovaly na stejném území mezi Balchašem a Bajkalem. Svaz se postupem doby stával neformálním, roztříštěným a nestabilním. V první polovině 15. století si Čorosové na krátký čas podmanili východní Mongolsko ovšem ve druhé polovině 15. století po dvacetiletých bojích získali Chalchové nad Ojraty nadvládu. V r. 1543 byl konflikt vyřešen tím, že se Ojraté přesídlili na severozápad Mongolska, a když znovu napadali Chalchy, byli vytlačováni z Karakoramu ještě více na severozápad, až do stepí podél Obu a Irtyše.

### Rozpad původních struktur
Na začátku 17. století byli Ojraté vytlačeni až do dnešního východního Kazachstánu. Torguti se usídlili podél severních přítoků Irtyše, Išimu a Tobolu, a stali se tak nejzápadnějším mongolským kmenem. Západně od nich žili Kazaši, kteří bránili Torgutům vysílat obchodní karavany do muslimských měst u Syrdarji. V důsledku toho začali Torguté obchodovat s carskými stanicemi, nově postavenými s cílem podchytit obchod s Asií.
Na druhé straně Chošúdi byli nejvýchodnějším ojratským kmenem, usídleným u jezera Zajsan a podél dolního toku Irtyše. Sousedili s Chalchy, kteří jim nedovolovali obchodovat v čínských pohraničních městech. Chošúdi jako první konvertovali k buddhistické škole Gelugpa.
Mezi těmito dvěma kmeny byli uzavřeni Čorosové, Dörvöti a Chojtové, společně nazýváni Džungaři, kteří pod vedením Čorosů přebudovávali svoji moc. Pod vedením kmenového náčelníka Chara Chuly se jim podařilo zastavit expanzi Chalchů a poblíž dnešního Čugčaku si vybudovali hlavní město Kubak-sari. Bylo podporováno hospodářství, obchod a diplomacie. Chara Chula podporoval drobný průmysl, zejména železářství, aby se mohl vyzbrojit modernějšími zbraněmi. Sjednocení a upevňování centrální moci způsobilo stěhování svobodomyslných a sebevědomých dörvötských kmenů na západ k Torgutům a dále do povodí Volhy. Část Chošúdů migrovala jižním směrem na tibetskou planinu, kde vytvořili Chošúdský chanát, který ze severu chránil Tibet (a školu Gelugpa). Kmeny, které zůstaly, vytvořily pod vládou Chara chuly a jeho potomků Džúngarský chanát. Některé zdroje uvádějí, že důvodem migrace byla hospodářská situace.

### Kalmycký chanát

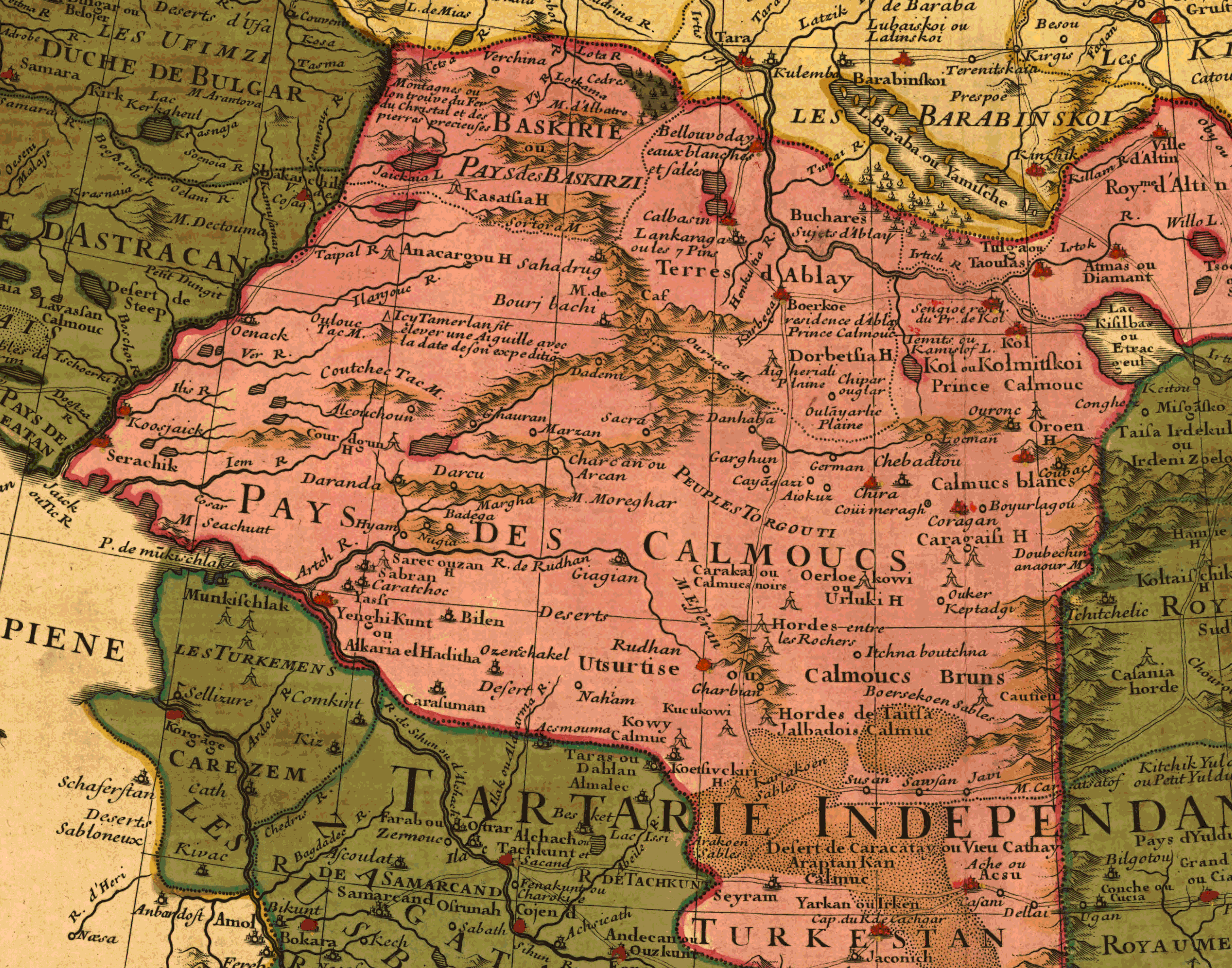
Guillaume Delisle: Mapa Velkého Tatarska (1706), fragment zachycující Kalmycký chanát

V roce 1608 přijal car Vasil Šujský dörvötské poselstvo, kterému za přijetí poddanství přislíbil přidělit místo pro kočování a ochraňovat je před kazašským a nogajským chánem. V r. 1618 Torguti a malá část Dörvötů opustili oblast horního Irtyše a vydali se na západ jižní Sibiří a jižním Uralem k dolnímu Povolží, přičemž se vyhnuli jádru území znepřátelených Kazachů. Do Povolží dorazily ojratské kmeny v r. 1630. Oblast, nárokovaná Ruskem, které mělo posádku v Astrachani, byla řídce obydlená Nogajci. Ojraté většinu původního obyvatelstva vyhnali, zbytek si porobili. Záhy po usídlení v Povolží se Ojraté začali nazývat Kalmyky a tento proces byl nejednoznačný a souvisel s obecnou změnou pojmenování, která nastala u Ojratů v první polovině 17. století. Počátek kalmycké přítomnosti by provázen vzájemným rabováním ruských a kalmyckých sídel, přestože bylo sepsáno množství dohod o kalmycké poddanosti a vojenské výpomoci. Ve skutečnosti si Kalmyci vládli sami a tato vláda se historiografii nazývá Kalmycký chanát. Při upevňování své pozice se Kalmyci stali nástrojem ruské vlády v jižním pohraničí namířeným proti sousedícímu muslimskému obyvatelstvu jako např. Persii, Osmanské říši, nogajským a kubáňským Tatarům a Krymskému chanátu. Střety se sousedy a výpravy proti nim objasňují strategický význam Kalmyckého chanátu, který fungoval jako nárazníková zóna mezi muslimským světem a Ruskem, kterému se tak ulehčilo v evropských válkách a umožnilo se stát jednou z evropských mocností.
Svazek s Ruskem se projevoval v účasti kalmycké jízdy ve válkách, které Rusko vedlo na přelomu 17. a 18. století. Prvně byla zaznamenána účast Kalmyků při pochodu na Azov za rusko-turecké války v r. 1672. 3 000 kalmyckých jezdců zasáhly proti Švédům na závěr bitvy u Poltavy v r. 1709. V r. 1711 se 20 000 Kalmyků zúčastnilo tažení na Kubáň, která byla cílem dalších vojenských výprav Kalmyků proti Turkům v pokračujících rusko-tureckých válkách. Některé výpady podnikali Kalmyci nezávisle, pronikali až k Donu, přičemž rabovali v ruských osadách, a dostávali se tak do konfliktu s carskou vládou. Zdrojem dalších konfliktů se stalo osidlování Povolží Rusy a Němci, které nastalo po r. 1724. Carská vláda si vynutila na kalmyckém chánovi zřízení rady, což oslabovalo jeho tradiční autoritu. Situaci ovlivnila skutečnost, že v r. 1757 byly v Džungarsku poraženy poslední skupiny Ojratů, které odolávaly čínskému podmanění. V r. 1770 se chán rozhodl k návratu do původní domoviny, která nyní byla pod nadvládou mandžuské dynastie, jejíž diplomacie měla zájem příchodem Kalmyků změnit poměr sil v nově dobyté džúngarské oblasti. Od dalajlámy si vyžádal stanovení příznivého data návratu. Ve stanovený den na jaře 1771 popraskal led na Volze a k návratu se vydali pouze obyvatelé levého (východního) břehu s výjimkou Dörvötů, kteří zůstali. Tak došlo k rozdělení kalmyckého národa. Během svého návratu se odešlí Kalmykové stali terčem útoků Kazachů a Kyrgyzů, některé skupiny se oddělily a do své domoviny nikdy nedorazily. Uvádí se, že z původních 200 tisíc odešlých do Džúngarska dorazila asi třetina. V r. 1771 carevna Kateřina Veliká zrušila Kalmycký chanát a začlenila jej do Astracháňské gubernie.

### Carské Rusko

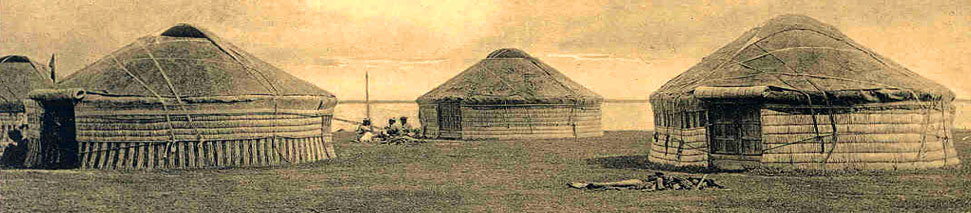
Tábořiště Kalmyků za carského Ruska

Spolu se zrušením chanátu byl zrušen titul chána a místo toho zavedena funkce chánova zástupce. Tento titul byl svěřen náčelníku Turgutů, ovšem po porážce Pugačevova povstání (1774), na jehož stranu se Torguté přidali, byl titul svěřen Dörvötům. Car Pavel přiznal v r. 1796 Kalmykům stejná práva a povinnosti jako donským Kozákům, mimo jiné povinnost vojenské služby, a v r. 1800 obnovil Kalmycký chanát. Po jeho smrti byl chanát zrušen (1803). Za vlastenecké války se jednotky kalmycké jízdy, zčásti ještě vyzbrojené luky, zúčastnily bitvy u Borodina a následného tažení do Evropy, a dokonce slavnostní přehlídky vítězných vojsk v Paříži.
Obyčejný život Kalmyků se rozdělením nijak nezměnil, nadále kočovali mezi Volhou a Donem, zimovali u Kaspického moře nebo u jezera Manyč. Teprve v druhé polovině 19. století se začali usazovat a v r. 1865 založili Elistu.

### Občanská válka a vláda sovětů

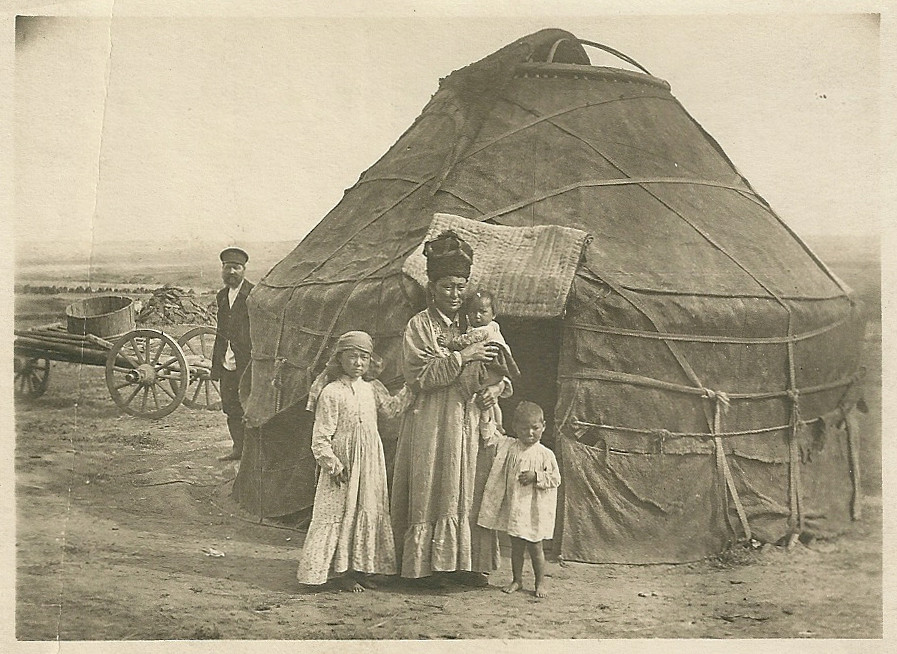
Kalmykové v okolí Caricynu, 1917.

Kalmykové se nadšeně přidali k Únorové revoluci a 1. června 1917 byla zřízena Stepní oblast kalmyckého národa se sídlem v Elistě, naproti tomu bolševická revoluce Kalmyky rozdělila. Donští Kalmykové se přidali na stranu Bílých ke generálu Děnikinovi a později Wrangelovi. Na stejnou stranu se přidala kalmycká šlechta vedená knížetem Dimitrijem Tundutovem, která chtěla mobilizovat 18 000 jezdců a podpořit astrachaňské Kozáky, ale bolševici tomu zabránili rychlým obsazením Astrachaně. Na stranu rudých se přidali ti, kteří doufali, že bolševická revoluce zastaví osidlování Kalmycka a jeho postupné rusifikaci, což se dělo za carismu. Po porážce wrangelových vojsk v r. 1920 několik tisíc Kalmyků zachránila námořní evakuace Novorossijska. Tito Kalmykové se později usadili v zejména v Jugoslávii, Bulharsku a Československu, kde v Praze založili dobročinnou organizaci Prapor kalmyckého národa (Хальмг тангчин тук). V r. 1922 se několik set Kalmyků vrátilo, protože uvěřili všeobecné amnestii vyhlášené sovětskou vládou, ale byli zatčeni a někteří z nich, včetně knížete Tundutova, popraveni.
Sovětská vláda obnovila v roce 1920 kalmyckou autonomii pod názvem Kalmycká autonomní oblast, která měla sídlo zprvu v Astrachani, od r. 1928 v Elistě. Tento správní celek byl 20. října 1935 přeměněn na Kalmyckou autonomní sovětskou socialistickou republiku. Koncem dvacátých let nastala kolektivizace s cílem ukončit kočovný život Kalmyků. Pastevci, kteří vlastnili více než 500 ovcí byli odvlečeni do pracovních táborů na Sibiř. Tyto hospodářské změny způsobily v oblasti hladomor.
Po napadení Sovětského svazu Němci obsadili část Kalmycka počátkem r. 1942 a v létě zřídili Kalmycké dobrovolné jezdectvo. Tyto jednotky, které dosáhly počtu 5 000 bojovníků, statečně bojovaly až do konce druhé světové války, kdy se dostaly do amerického zajetí a byly v souladu s jaltskými dohodami vydány k násilné repatriaci do Sovětského svazu. 28. prosince 1943 sovětská vláda obvinila Kalmyky z kolaborace a během 24 hodin byly zahájeny deportace Kalmyků včetně vojáků sloužících v Rudé armádě. Kalmyci byli odváženi dobytčími vozy na různá místa do Střední Asie a na Sibiř. Deportovány byly rodiny podle národnosti manžela, takže převážně byly ušetřeny smíšené rodiny Kalmyček. Kalmycká republika byla zrušena a její území rozděleno mezi sousední kraje. Vesnice a města byla přejmenována, např. z Elisty se stal Stěpnoj. V prvních třech měsících roku 1944 zemřelo 4,9 % kalmycké populace v prvních třech měsících roku 1945 1,5 % a v prvních třech měsících roku 1946 0,7 %. Mezi lety 1945 až 1950 zemřelo 15 206 Kalmyků, zatímco se narodilo pouze 7 843.

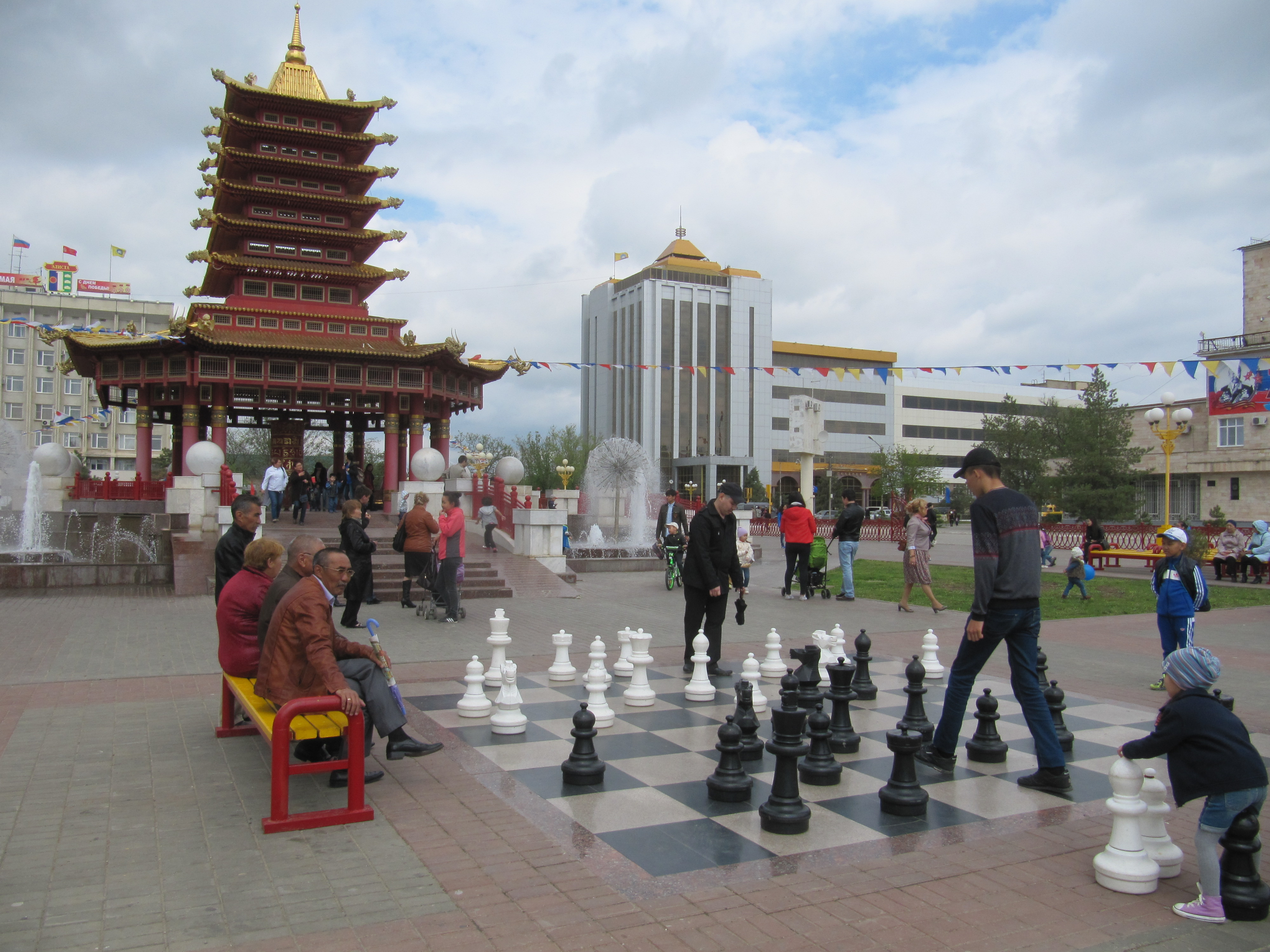
Hlavní město Kalmycka Elista 9. května 2015

V r. 1957 byla obnovena Kalmycká oblast a Kalmyci se mohli vrátit, ovšem jejich vlast byla osídlena Rusy a Ukrajinci. V r. 1958 byla znovu zřízena autonomní republika v rámci RSFSR. V následujících letech vedly pokusy o zintenzivnění zemědělství a nevhodné zavlažovací projekty k desertifikaci stepi.

### Postsovětská éra

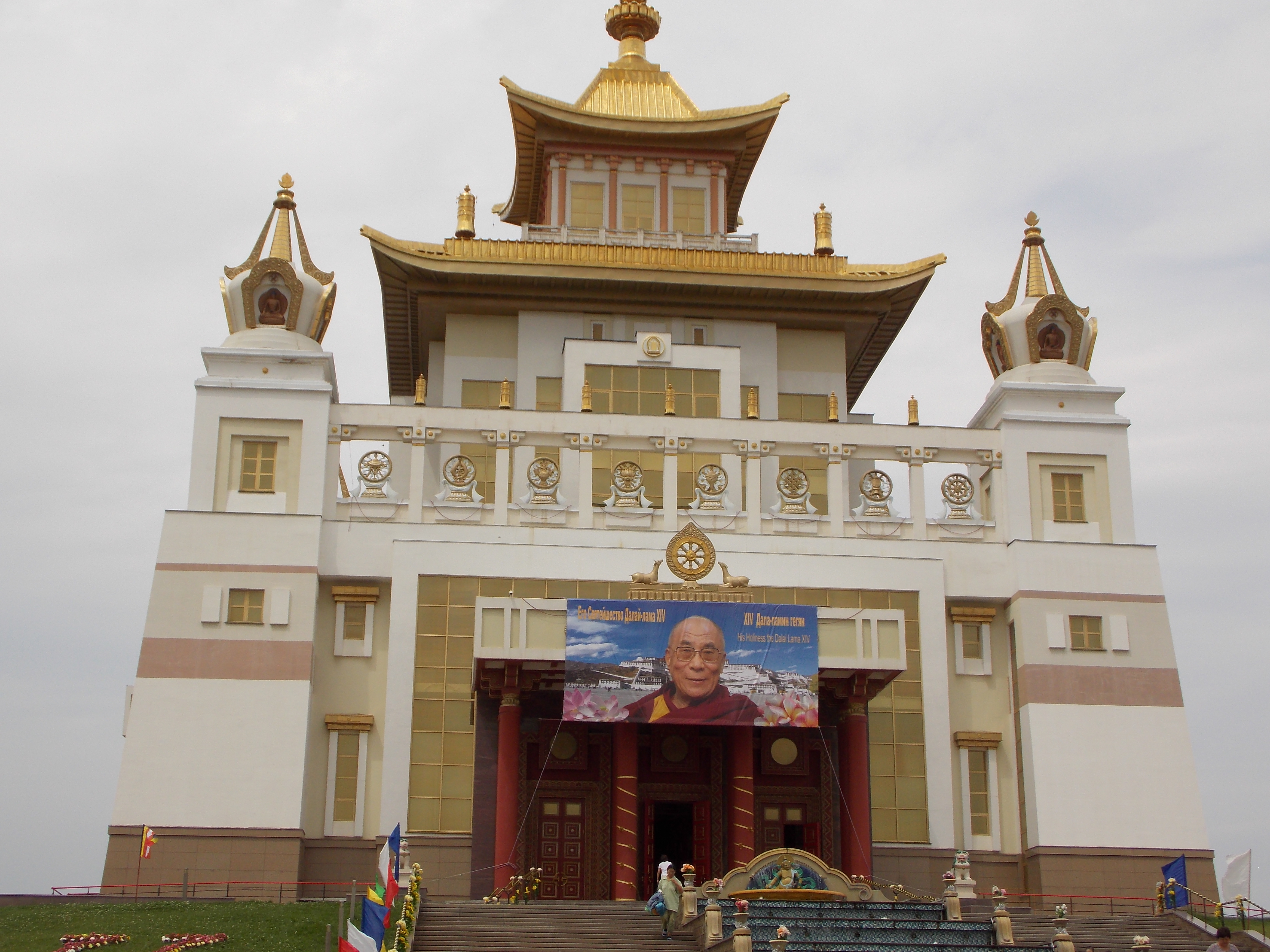
Buddhistický klášter v Elistě s portrétem dalajlámy

Po rozpadu sovětského svazu zůstalo Kalmycko republikou v rámci Ruské federace. Ekonomický kolaps dopadl až do místní úrovně a projevily se důsledky neuváženého rozvoje průmyslu v sovětské éře. Následné hospodářské a sociální těžkosti způsobily, že mnoho mladých Kalmyků, zejména z venkovských oblastí opustilo Kalmycko a migrovalo jak do jiných oblastí Ruska, tak i mimo ně.

## Demografický vývoj
Demografický vývoj kalmyckého národa za posledních sto let podle sčítání udává graf níže.

## Původ jména
Kalmykové nazývají sami sebe chaľmg nebo chaľmgud, což nejpravděpodobněji pochází z turkických jazyků, kde kalmak znamená toho, který se oddělil nebo opozdil. V mongolských jazycích takové slovo neexistuje. O původu turkického názvu Kalmyků se vedou spory především mezi dvěma hlavními teoriemi:
1. podstatou je oddělení, tedy geografické oddělení od ostatních Mongolů.[22][23][24]
2. podstatou je opoždění, vlastně opožděný přechod od původního šamanského náboženství k buddhismu.[25]

## Jazyk
Kalmykové hovoří převážně kalmycky, částečně rusky. Kalmyčtina patří k mongolské větvi altajské jazykové rodiny. Na vývoj kalmyčtiny měly určitý vliv turkické, ugrické a tunguzské jazyky. Nehledě na abecedu a dobu, po kterou jsou rozděleny, jsou jazyky Kalmyků a Ojratů prakticky totožné.
Kalmyčtina má 27 souhlásek (b, c, č, d, ď, dž, f, g, h, ch, j, k, l, ľ, m, n, ņ, p, r, s, š, šč, t, ť, v, z, ž), přičemž 3 jsou nepůvodní a používají se ve slovech přejatých z ruštiny (f, šč, ž). Samohlásek má 9 (a, ä, e, i, o, ö, u, ü, y), a to jak krátkých, tak dlouhých (psaných zdvojením symbolu). Hláska y je nepůvodní a do jazyka vniká vlivem ruštiny. Samohlásky se na začátku slova vyslovují s hláskou j.
Kalmyčtina patří k aglutinačním jazykům a ke gramatickým funkcím používá přípony. Vyznačuje se samohláskovou harmonií a nemá jmenné rody.

## Písmo
První kalmycké písemnosti byly napsány písmem todo bičig (jasné písmo), které vytvořil v 17. století mnich Zaja Pandita na základě staromongolského písma. Písmo se mezi Kalmyky a Ojraty značně rozšířilo. V Kalmycku se používalo do r. 1924, Ojraté ho používají dodnes.
V lednu 1924 byla zavedena kalmycká abeceda na základě ruské cyrilice, přičemž byly doplněny některé znaky. Písmo bylo ve dvacátých letech několikrát reformováno a používalo se do r. 1930. V r. 1930 bylo písmo převedeno do latinky, přičemž byly zachovány některé znaky doplněné předchozími reformami. V r. 1938 bylo písmo navráceno na základ ruské cyrilice a do současného stavu bylo upraveno v r. 1941.
| А а | Ә ә | Б б | В в | Г г | Һ һ | Д д | Е е | Ё ё | Ж ж |
| Җ җ | З з | И и | Й й | К к | Л л | М м | Н н | Ң ң | О о |
| Ө ө | П п | Р р | С с | Т т | У у | Ү ү | Ф ф | Х х | Ц ц |
| Ч ч | Ш ш | Щ щ | Ы ы | Ь ь | Э э | Ю ю | Я я |     |     |